# Михалковский сельсовет
Михалковский сельсовет — административная единица на территории Мозырского района Гомельской области Республики Беларусь. Административный центр — агрогородок Рудня.

## Состав
Михалковский сельсовет включает 8 населённых пунктов:
- Дружба — посёлок
- Ляховцы — деревня
- Малый Боков — деревня
- Митьки — деревня
- Михалки — посёлок
- Провтюки — деревня
- Рудня — агрогородок
- Староселье — деревня

## Экономика
- Михалковское лесничество
- Промывочно-пропарочная станция «Барбаров» РУП «Гомельское отделение Белорусской железной дороги»
- ГП «Совхоз-комбинат „Заря“»
- Филиал линейной производственно-диспетчерской станции «Мозырь» ОАО «Гомельтранснефть Дружба»
- ОАО «Мозырский НПЗ»